# Benjamín (biblická postava)

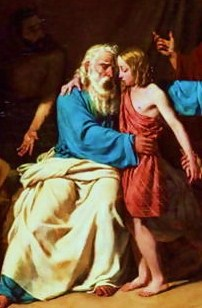
Jákob odmítá pustit svého nejmladšího syna Benjamína do Egypta

Benjamín (hebrejsky: בִּנְיָמִן, Binjamin, doslova „Syn pravice“ či „Syn zdaru“), v českých překladech Bible přepisováno též jako Benjamin či Beniamin, byl nejmladší z dvanácti synů starozákonního praotce Jákoba a zároveň druhý syn jeho ženy Ráchel. Stal se praotcem izraelského kmene Benjamín, který tvořili jeho potomci.

## Život
Benjamín byl nejmladším z dvanácti synů patriarchy Jákoba a druhým synem, který se Jákobovi narodil s Ráchel. Narodil se nedaleko Efraty a při jeho komplikovaném příchodu na svět zemřela jeho matka Ráchel. Než skonala, pojmenovala jej Ben-óni (tj. „Syn mého zmaru“), ale Jákob jej pojmenoval Ben-jamín (tj. „Syn zdaru“).

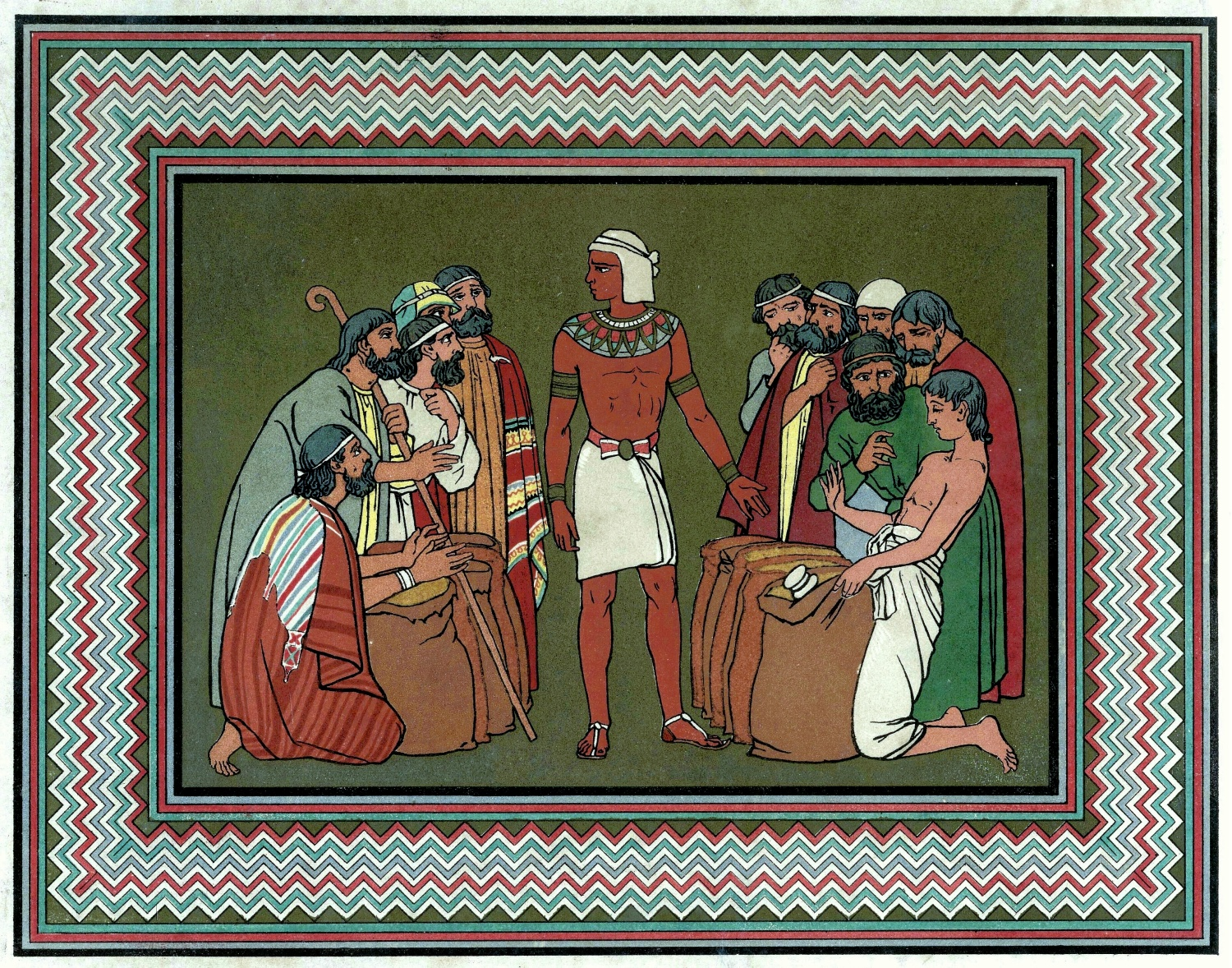
Odhalení stříbrného poháru v Benjamínově žoku

Jákobovým nejoblíbenějším synem byl Benjamínův bratr Josef. Zbylí bratři jej však pro to neměli rádi a jednou se rozhodli, že jej zabijí. To však nakonec neučinili a namísto toho jej prodali do otroctví Izmaelcům za dvacet šekelů stříbra. Otci pak donesli Josefovu suknici namočenou v kozlečí krvi, a ten uvěřil tomu, že Josefa rozsápala divá zvěř. Josef byl mezitím odveden do Egypta, kde se stal sluhou faraónova dvořana a posléze vězněm. Díky schopnosti vykládat sny s Hospodinovou pomocí se dostal před faraona, kterému předpověděl sedm let úrodných a následujících sedm let bídy. Díky tomu se nakonec stal správcem Egypta.
Hlad a bída dolehla i na Kanaán, kde žil Jákob se svou rodinou. Jelikož se doslechl, že v Egyptě prodávají obilí, vyslal své syny, aby jej nakoupili. Pouze Benjamína nepustil v obavě nad jeho životem. Benjamínovi bratři v Egyptě předstoupili před Josefa, ale nepoznali jej. Josef je však ano, ale svoji identitu neodhalil. Josef je obvinil s vyzvědačství a vyzvěděl o nich informaci o otci. Obilí jim nakonec prodal, avšak uvěznil Šimeóna, jehož propuštění podmínil přivedením Benjamína.

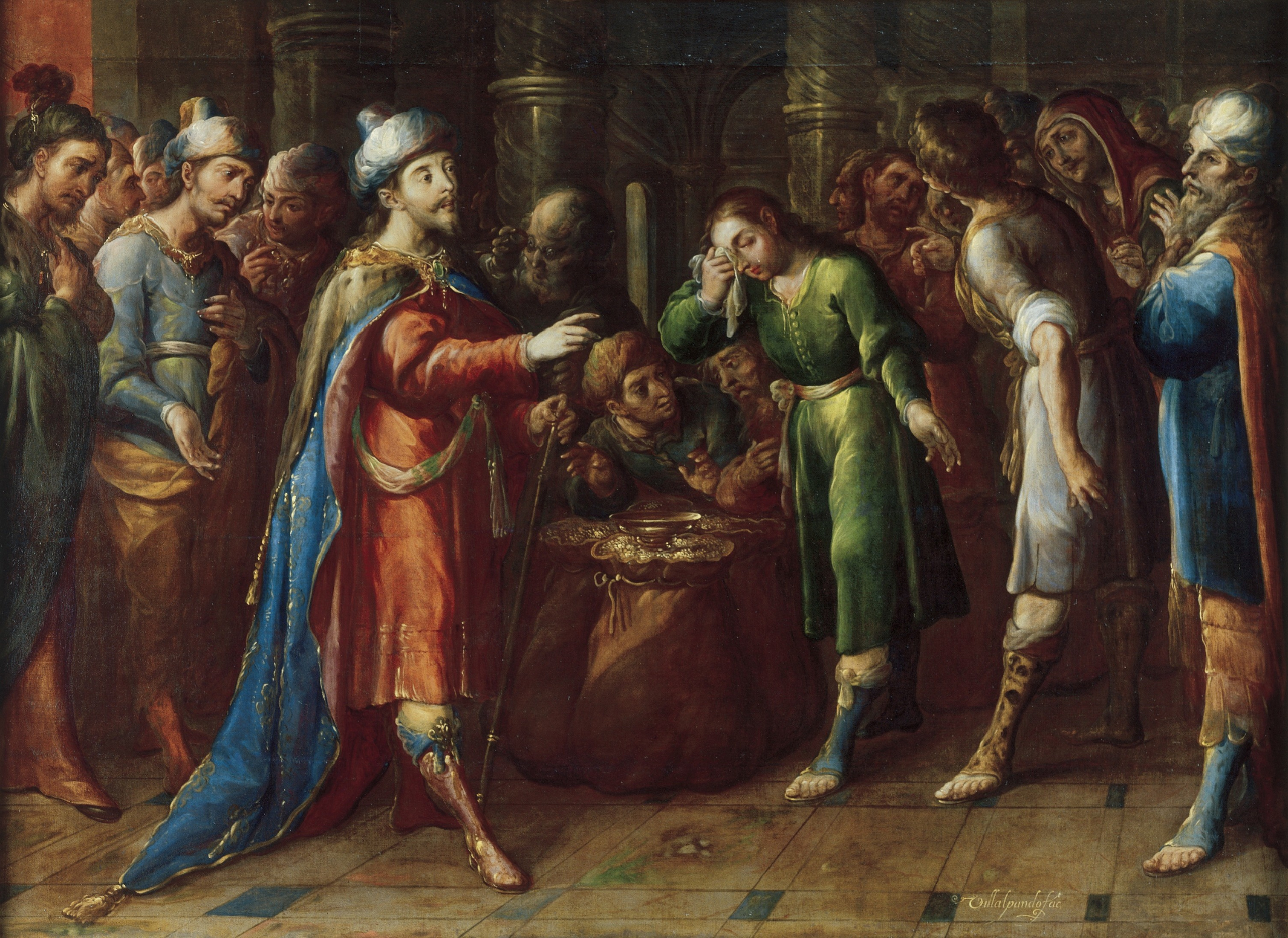
Josef prohlašuje Benjamína za svého otroka. Obraz mexického malíře Crostóbala de Villalpanda z 18. století.

Jákob se obával Benjamína s bratry pustit, ale nakonec svolil. Josef byl setkáním s bratrem pohnut až k slzám a hostil jej většími porcemi než bratry, kteří Josefa kdysi do Egypta prodali. Potom Josef opět bratrům prodal obilí a připravil zkoušku jejich vztahu k otci a Benjamínovi. Nechal totiž nastražil svůj stříbrný pohár do Benjamínova žoku s obilím. Bratři včetně Benjamína odešli zpět do Kanaánu, avšak již za městem, kde Josef žil, je dostihl správce Josefova domu a obvinil je z krádeže. Ti se proti obvinění ohradili a nabídli, že ten, u koho se pohár najde, nechť zemře a ostatní se stanou otroky. Správce oznámil, že ten, u koho bude pohár nalezen, se stane otrokem a ostatní budou volní. Pohár byl posléze nalezen u Benjamína.
Všichni bratři pak byli odvedeni do Josefova domu. Juda nabídl Josefovi namísto Benjamína do otroctví sebe, neboť by se nemohl dívat na neštěstí svého otce Jákoba, způsobené ztrátou druhého milovaného syna. Přitom v případě Josefa to byl právě Juda, kdo kdysi navrhl ostatním bratřím prodej vlastního bratra Josefa do otroctví. V tu chvíli se již Josef nemohl ovládnout a odhalil bratrům svou skutečnou identitu. S faraonovým svolením nechal přivést svého otce a jeho rodinu do Egypta, kde se usadila v oblasti Gošenu.